# María de Padilla
María de Padilla (c. 1334- Sevilla, julio de 1361) fue una noble, famosa por sus amores con el rey Pedro I de Castilla, quien la nombró señora de Huelva, y un año después de su muerte la legitimó como su esposa.

## Familia

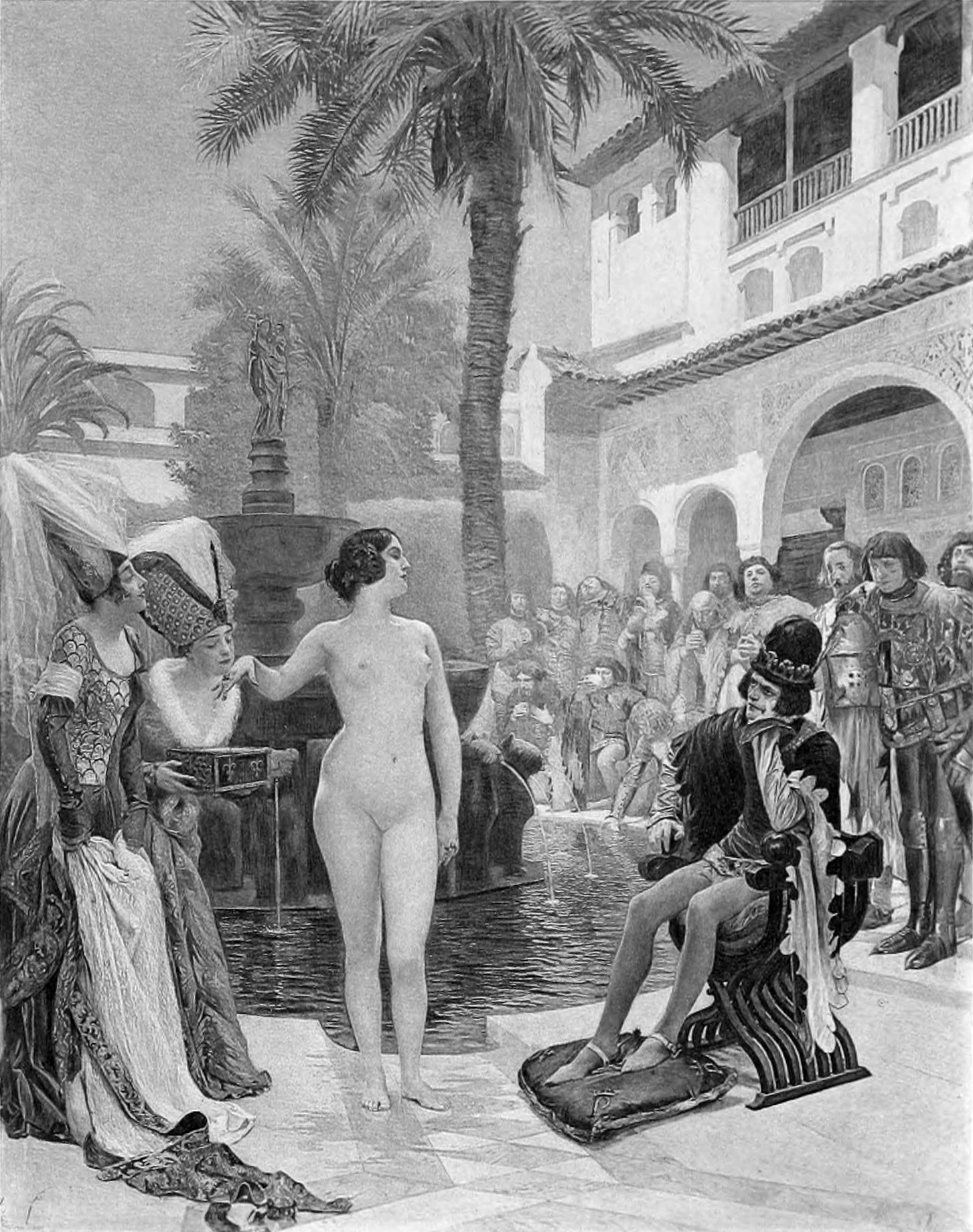
María de Padilla, desnuda en el Alcázar de Sevilla frente a Pedro I, en un grabado de Paul Gervais.

Prudencio de Sandoval escribió en 1600 la Crónica del ínclito emperador de España don Alfonso VII, donde dice que "Padilla trae su origen de aquellos valerosos romanos, llamados Petilios, que siguieron a Julio César".
Lucio Marineo Sículo señaló que en el escudo familiar de María de Padilla aparecen unas sartenes que en italiano se llaman "padella".
Julián del Castillo escribió una historia de los reyes de España desde los tiempos de los visigodos que fue editada en 1582. Su hijo realizó una edición posterior en 1624. En esta obra se dice que Godo de Padiella o de Padilla fue alférez mayor del conde de Castilla Fernán González en el siglo X, que había luchado contra los musulmanes y que había poblado y puesto su nombre a Padilla de Abajo, antes Padiella de Yuso, localidad de la provincia de Burgos en la merindad de Castrojeriz.
Después de las Cortes de Valladolid de 1351 Pedro I mandó hacer el Libro del becerro de las behetrías de Castilla. El libro fue redactado entre otoño de 1351 y agosto de 1352. En él figura que Padiella del Yuso (Padilla de Abajo) era por entonces behetría de Pedro López de Padilla y sus hermanos Gonzalo Díaz de Padilla y Gutier González de Padilla. Este lugar pagaba por entonces una martiniega, la mitad de la cual era para los Padilla y la otra mitad para el rey.
Juan García de Padilla fue I señor de Vallejera y estuvo en la coronación de Alfonso XI de Castilla en 1312. Se casó con María González de Hinestrosa, señora de Coviellas, hermana a su vez de Juan Fernández de Hinestrosa, VIII señor de Hinestrosa (por entonces conocida como Fenestrosa o Henestrosa). Prudencio de Sandoval dice que este matrimonio tuvo cinco hijos: Diego García de Padilla, maestre de la Orden de Calatrava; Pedro García de Padilla, comendador de la Orden de Calatrava; Martín Díaz de Padilla, II señor de Vallejera, casado con Leonor (1317-1368) y padre de Mencía de Padilla, esposa de Ruy Martínez de Vera y Centelles, con sucesión; María de Padilla; y Juan García de Padilla, maestre de la Orden de Santiago. Sin embargo, solo es seguro que nacieron de este matrimonio María y Diego.
Juan Fernández de Hinestrosa, tío materno de María de Padilla, fue señor en tres lugares de behetría (Pedrosa del Príncipe, Villalaco y Melgar de Yuso) y dos de solariego (Hinestrosa y Villímar), en la merindad de Castrojeriz.
En 1352 Juan García de Padilla ya había muerto y sus derechos se habían repartido, porque el Libro del becerro de las behetrías de Castilla dice que su hijo Diego era señor de siete lugares. En tres de estos sitios tenía derechos de behetría y en cuatro de solariego. Cinco estaban en la merindad de Castrojeriz (Cordovilla la Real, Villamedianilla, Quintana cerca los Balbases, Vallejera y Villímar) y dos en la merindad de Cerrato (Villaverde Mogina y Moral).
Los Padilla y los Hinestrosa participaron en la conquista y repoblamiento de Sevilla en el siglo XIII.
En 1352 María de Padilla, su madre María González de Hinestrosa y su hermano Diego García de Padilla eran conjuntamente señores de Vallejera, como solariego.

## Descripciones

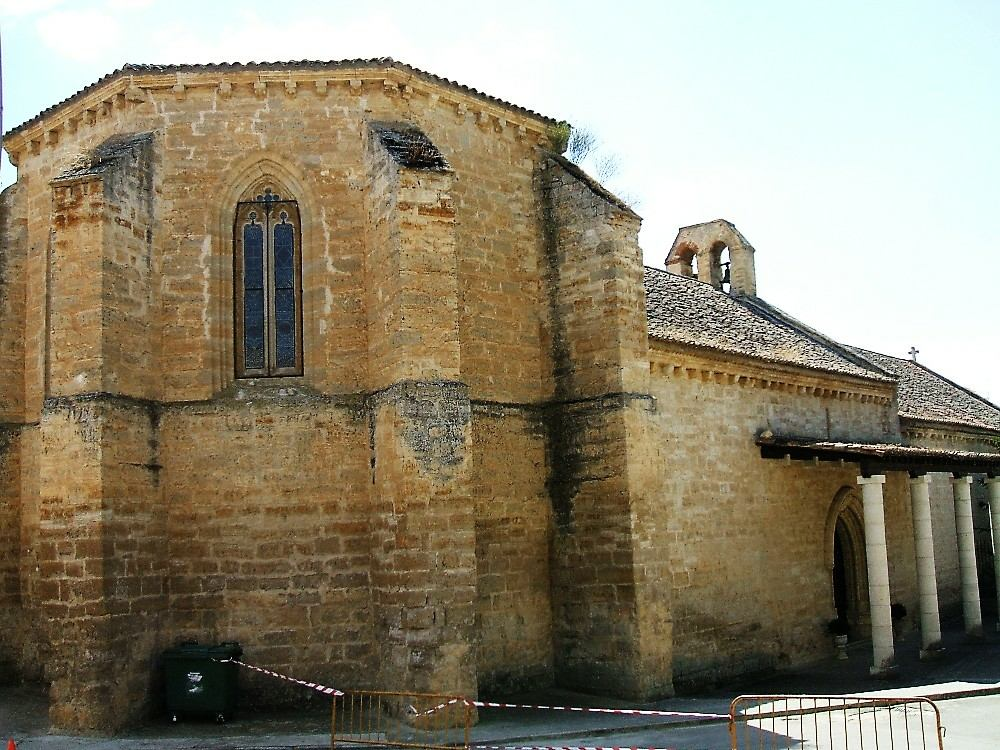
Real Monasterio de Santa Clara en Astudillo (Palencia) fundado por María de Padilla

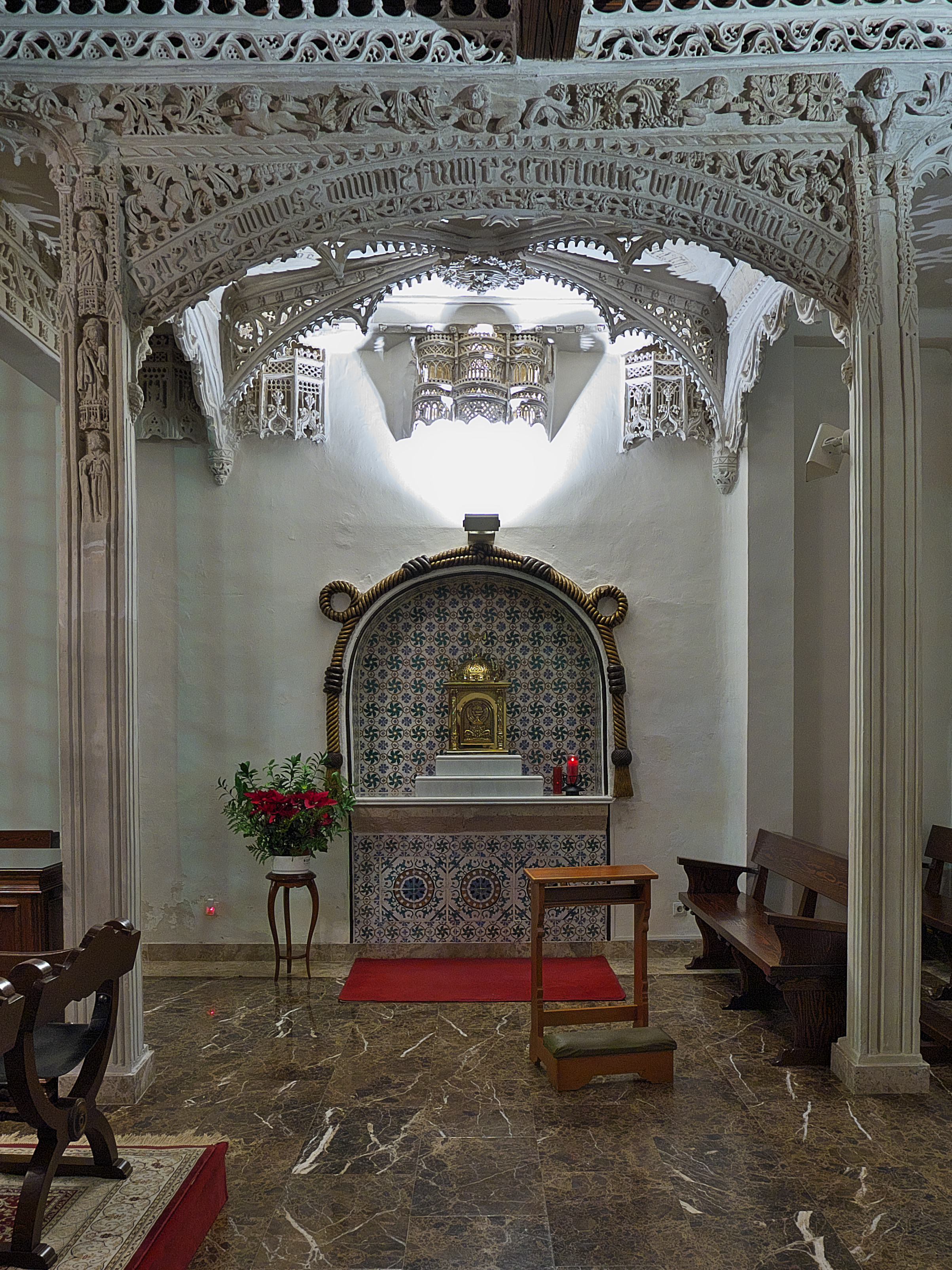
Monasterio de Santa Clara, Astudillo. Templete conmemorativo del sepulcro

Pedro López de Ayala, que conoció a María de Padilla, escribió en su Crónica del rey don Pedro que "era una doncella muy hermosa" cuando habló de su encuentro con Pedro I en 1352. Cuando habló de la muerte de María, en 1361, dijo que era "mujer de buen linaje, y hermosa, y pequeña de cuerpo, y de buen entendimiento".
La Crónica de España iniciada por el arzobispo de Toledo Rodrigo Jiménez de Rada en el siglo XIII, continuada por el obispo de Burgos Gonzalo de Hinojosa y proseguida por un autor anónimo hasta el siglo XV se habla de María como "la más apuesta doncella que por entonces se hallaba en el mundo".

## Lugar de nacimiento
En 1354 el papa Inocencio VI autorizó a María de Padilla a fundar un monasterio de clarisas en Castilla y León y a poder entrar una vez al año en los conventos de clarisas situados en los dominios de Pedro I de Castilla. En ambas autorizaciones el papa se dirige a María de Padilla como "nuestra amada hija en Cristo la noble mujer María de Padilla, hija del caballero Juan García, de la diócesis de Palencia". Finalmente, monasterio fue fundado en el municipio palentino de Astudillo. Esto llevó a pensar al canónigo de la Catedral de Palencia Anacleto Orejón Calvo, que escribió la historia de ese monasterio en 1917, que María de Padilla era nacida en Astudillo.
Según escribió Francisco Simón y Nieto en 1896, la mención del pontífice a la diócesis de Palencia hace referencia al lugar de nacimiento del padre, Juan García, y no al de la hija.
Tres servidores de María de Padilla nacieron y tenían residencia habitual en Astudillo. Estos eran su mayordomo general Juan González de Pedrosa, su escribano Diego Alfonso González de Estudillo y el criado real García Alfonso de Castrojeriz.
Maximiliano Castrillo Martínez escribió en 1877 que María de Padilla pudo haber nacido en una casa grande de Astudillo que llevaba el nombre de Nestrosa y que podía ser derivado de Fenestrosa o Hinestrosa, el apellido materno.
En 1356 el legado pontificio Guillermo de La Jugie se refirió a María de Padilla en tres cartas como si ella fuese de la diócesis de Burgos. Esto ha llevado a pensar a Simón y Nieto que pudo nacer en Cordovilla la Real o Vallejera.
El historiador Diego Ortiz de Zúñiga llegó a afirmar en 1677 que según "antiguas memorias" María de Padilla era natural de Sevilla y tenía una casa en la collación de Santa Marina, de la cual se conservaban por entonces las ruinas.

## Vida con Pedro I de Castilla
Pedro I atacó las fortalezas de Alfonso Fernández Coronel, sobre todo en Aguilar de la Frontera. Luego marchó a Toro y, de ahí, a León, donde estableció su cancillería el 15 de mayo de 1352. Tras esto, reprimió la sublevación de su hermano bastardo Enrique de Trastámara en Gijón. Según la crónica escrita por Pero López de Ayala, María de Padilla fue presentada aquí al rey Pedro I por Juan Fernández de Henestrosa, tío materno de María y principal privado del monarca 1354 y 1359:

En este tiempo, yendo el rey a Gijón, tomo a doña María de Padilla que era una doncella muy fermosa e andaba en casa de doña Isabel de Meneses, muger de don Juan Alfonso de Alburquerque que la criaba, e tráxogela a Sant Fagund Juan Ferrandez de Henestrosa, su tío, hermano de doña María González, su madre.

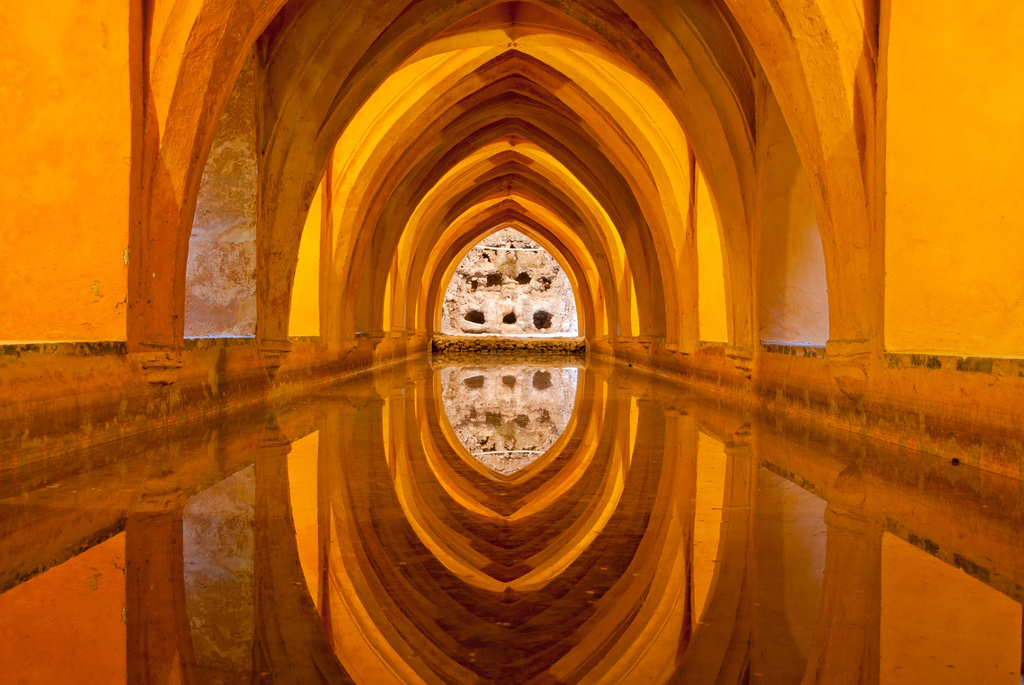
Baños de Doña María de Padilla en el Alcázar de Sevilla

Según la historiadora Clara Estow, el primer encuentro entre Pedro I y María de Padilla podría haber tenido lugar en La Puebla de Montalbán, lugar vinculado a Alfonso de Alburquerque y a Isabel de Meneses, donde el rey paró en abril de 1352.
Luego Pedro I se dirigió al sur, acompañado de María de Padilla, para cercar la villa cordobesa de Aguilar de la Frontera en octubre de 1352.
El sacerdote e historiador Pablo Espinosa de los Monteros escribió en 1630 que una tradición sevillana decía que María de Padilla había vivido en una casa de la collación de San Gil de Sevilla con un tío suyo. Este autor indica que el primer encuentro entre Pedro I y María de Padilla tuvo lugar en Sevilla, que ella no quiso acceder a los deseos del rey sin matrimonio y que, tras celebrarse la boda, el monarca la alojó en el Alcázar.
En relación con esta misma ciudad, el sacerdote e historiador Rodrigo Caro escribió en 1634 que el Colegio de Santo Tomás de Sevilla, de dominicos, se construyó sobre unas casas que habían sido fundadas por María de Padilla.
El canónigo José de Cevallos y Ruiz de Vargas escribió en 1762 que en la Iglesia de Santa Marina de Sevilla, concretamente en el lado del evangelio y junto al comulgatorio, hubo una capilla con el nombre de María de Padilla que luego pasó a llamarse de la Piedad. Este autor escribió también que Pedro I y María de Padilla se casaron en Sevilla en 1350 o 1351, dando credibilidad a una tradición sevillana.
En un Dictamen de José de Cevallos y Ruiz de Vargas realizado en 1762 a la obra Huelva ilustrada de Juan Agustín de Mora se dice que en 1352 María de Padilla fue nombrada por el rey señora de Huelva, lo que fue confirmado por el concejo de la ciudad reunido en la Iglesia de San Pedro siendo alcalde Gil Martínez.
José de Cevallos aporta en su Dictamen una carta del alcalde de Huelva donde hacía saber que le habían presentado una carta del rey en la que se daba la ciudad a María de Padilla. El 25 de septiembre de 1354 el escribano público de Huelva escribió diversos documentos sobre privilegios dados a Huelva por Pedro I en las Cortes del Valladolid el 4 de octubre de 1351 y sobre el derecho otorgado por el rey el 8 de noviembre de 1351 a esta ciudad para nombrar alguaciles y alcaldes para que María de Padilla los confirmase.
La primera hija de María de Padilla y Pedro I nació en Córdoba el 23 de marzo de 1353, nueve meses después de su primer encuentro. Como señalan los historiadores López de Ayala, en el siglo XIV, y Enrique Flórez, en 1791, esta hija se llamó Beatriz.

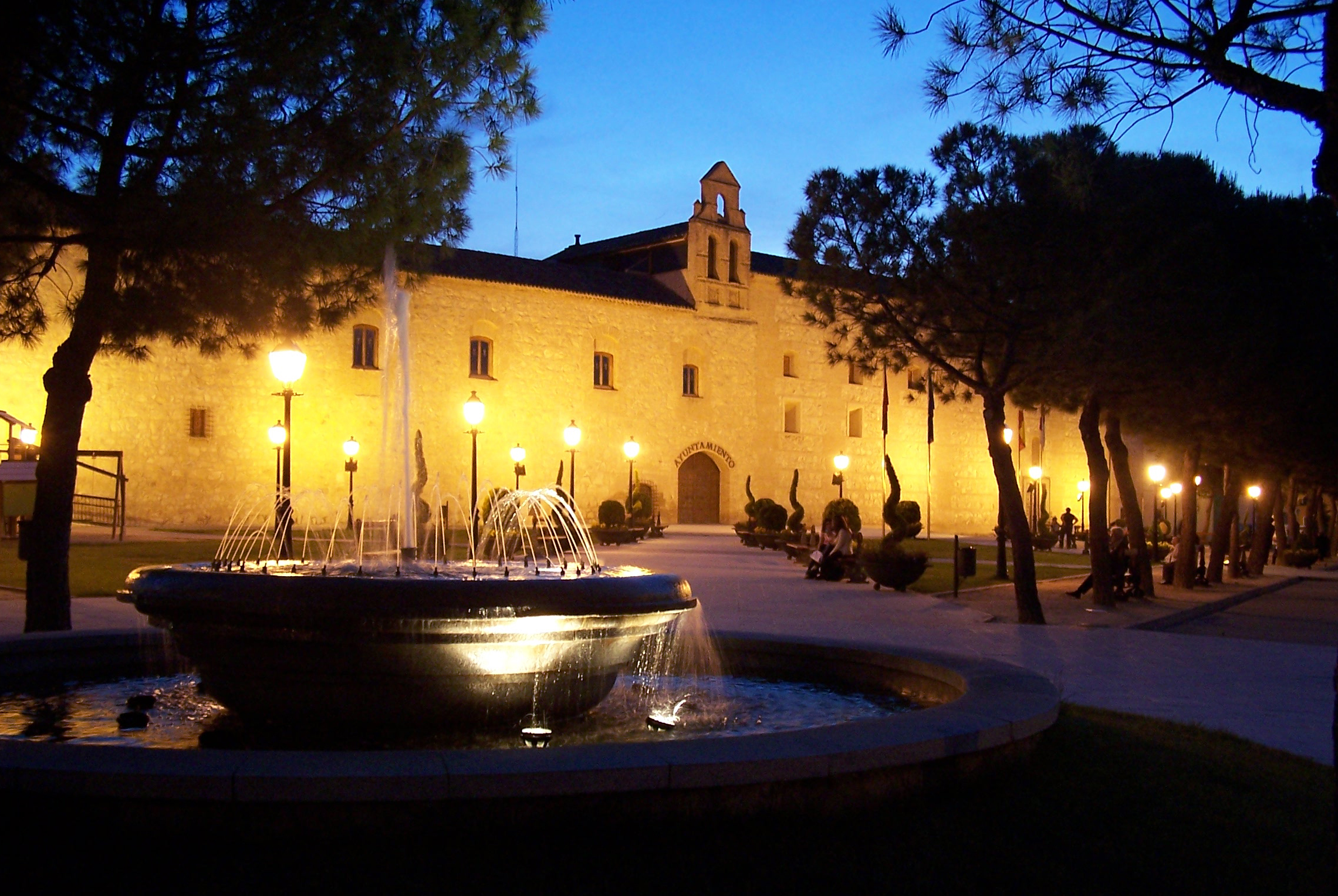
Edificio de Torrijos que fue palacio de Pedro I el siglo XIV, convento de concepcionistas franciscanas entre 1507 y 1970 y, desde 2001, sede del Ayuntamiento.

Poco después, ese mismo año, María de Padilla y Pedro I se encontraron en Torrijos, donde el monarca fue herido en un torneo. Según López de Ayala, el rey amaba tanto a María que no tenía ganas de casarse con Blanca de Borbón, que acababa de llegar a Valladolid.
Entre marzo y mayo de 1352 emisarios del papa Clemente VI, que residía en Aviñón y era partidario de la alianza entre Castilla y Francia en la guerra de los Cien Años, lograron un acuerdo para el matrimonio entre Pedro I y Blanca de Borbón. Esta era hija del duque de Borbón y sobrina del rey Juan II de Francia.
Juan II nombró a sus negociadores el 13 de junio de 1352. El 2 de julio de ese año se firmó un tratado de alianza entre Castilla y Francia. El matrimonio entre Pedro I y Blanca de Borbón fue aprobado por Juan II el 7 de julio y por Pedro I el 14 de noviembre.
Según escribió Prosper Merimée en 1848, este matrimonio había sido preparado por Juan Alfonso de Alburquerque, privado del rey castellano, que buscaba la alianza con Francia.
El matrimonio incluía la obligación de que el monarca francés pagase, de forma fraccionada, una dote de 300.000 florines de oro.
Blanca de Borbón fue recibida en Valladolid por María de Portugal, madre de Pedro I, y Leonor de Castilla, tía paterna del rey.
Se ha dicho que el matrimonio entre Pedro I y Blanca de Borbón fue el 3 de junio de 1353 pero existe una bula del papa Inocencio VI del 1 de mayo de 1353 que da por celebrado el matrimonio para entonces y habla de desavenencias en la pareja.
La Crónica de Ayala dice que a los dos días del matrimonio Pedro I se marchó a La Puebla de Montalbán para estar dos días con María de Padilla. También indica que luego se fue con ella al Alcázar de Toledo, donde retiró algunos oficios que habían sido dados por su padre Alfonso XI que luego concedió a familiares de María.
Según la Crónica de Ayala el rey regresó a Valladolid en julio de 1353, donde estuvo dos días con Blanca de Borbón. Tras esto fue a Olmedo, donde se reunió de nuevo con María de Padilla. Pedro y Blanca no volvieron a estar juntos y, en septiembre de ese año, estaba prisionera en Arévalo.
Se ha especulado que el abandono de Pedro I de Blanca de Borbón se debió al amor que sentía el rey por María de Padilla.
Juan Bautista Sitges y Grifoll escribió en 1910 que la razón del abandono de Blanca de Borbón se pudo deber al impago de la dote por parte del rey de Francia, lo que anulaba el contrato de casamiento si no se había consumado el matrimonio. Esta teoría se ve reforzada por el hecho de que el monarca francés no protestó ante la situación.
Esteban de Garibay escribió en su Compendio historial (1571) que algunas canciones de la época de Pedro I decían que Blanca de Borbón había sido abandonada por el rey por haber quedado embarazada de Fadrique Alfonso de Castilla, maestre de la Orden de Santiago y hermano bastardo del monarca, que había ido por ella a Francia. Según escribió Julián del Castillo en su Historia de los reyes godos (1592), Fadrique habría traído a Blanca a España para celebrar el matrimonio real. Lucas de Torre, a principios del siglo XX, consideró probable que Blanca hubiera tenido un hijo con Fadrique y que este hubiese sido Alfonso Enríquez, que a la postre fue almirante de Castilla.
Rodrigo Sánchez de Arévalo habló en su Compendiosa historia hispánica, del siglo XV, sobre Pedro I y María de Padilla y de cómo el rey fue objeto de un maleficio o arte mágica que influyó en su amor y en su odio. Describe que María habría pedido ayuda a un hechicero judío para que Pedro aborreciese a Blanca convirtiendo un cinturón de oro regalado por ella en una serpiente. Sánchez de Arévalo dice que esto había sido recogido por historiadores extranjeros como Bartolomé de Lucca, pero este había muerto hacia 1327. Este hechizo es narrado también por Diego de Valera en su Crónica abreviada de España, del siglo XV.
Según el Sumario de los reyes de España, una obra del siglo XV conocida también como Sumario del despensero, María de Padilla había usado brujería para conseguir que el rey se apartase de Blanca de Borbón y se fuese con ella al castillo de La Puebla de Montalbán. Esto habría enfadado a muchos en la corte y Juan Alfonso de Alburquerque habría ido posteriormente a Sevilla a decirle a Pedro I que dejase a María Padilla y volviese con su esposa Blanca de Borbón.
En la Crónica de López de Ayala se dice que Pedro I dictó en 1353 en Sevilla nuevos oficios reales en sustitución de los que habían sido ordenados por Juan Alfonso de Alburquerque, beneficiando a parientes de María de Padilla. En 1354 muchos nobles abandonaron la corte porque Pedro I había abandonado a Blanca de Borbón y porque consideraban que los parientes de María de Padilla gobernaban mal. Estos empezaron enviando cartas al rey castellano. En esta facción rebelde estaban los infantes de Aragón (Fernando y Juan), la reina viuda de Aragón (Leonor de Castilla), tres medio hermanos de Pedro I (Enrique, Fadrique y Tello) y Juan Alfonso de Albuquerque. Luego en la Crónica se narra que estos nobles rebeldes enviaron mensajeros a Pedro I, que se encontraba en Medina del Campo.
La Crónica de López de Ayala cuenta que Pedro I llegó a Cuéllar en 1354. Entonces mandó llamar al obispo de Ávila, Sancho Blázquez Dávila, y al obispo de Salamanca, Juan Lucero, para explicarles que no estaba casado con Blanca de Borbón y les pidió que se pronunciasen a favor de que se casase con quien quisiese, cosa que hicieron asustados. En abril de ese año Pedro I contrajo matrimonio en Cuéllar con Juana de Castro, viuda de Diego López de Haro, señor de Vizcaya. Esta era, además, hija de un primo de Alfonso XI de Castilla.
El día después de esta boda, Alvar Pérez de Castro e Inés de Castro, medio hermanos de Juana, ofrecieron el trono de Castilla al entonces infante Pedro de Portugal si triunfaba la revuelta liderada por Juan Alfonso de Alburquerque. Entonces Pedro I de Castilla repudió a Juana de Castro.
Juan de Mariana narró en su Historia de España, de finales del siglo XVI, que Juana de Castro se retiró a Dueñas y que de su breve romance con el rey nació un vástago llamado Juan. Según algunas fuentes muy tardías, este Juan se trasladó con Pedro I a Inglaterra en 1366, permaneciendo en este territorio hasta 1388. Entonces, Juan I de Castilla y el duque de Lancaster acordaron que quedase prisionero en Soria a cargo de un caballero aragonés. Se habría casado con la hija de este caballero, Elvira de Falces.
El papa Inocencio IV dirigió a Pedro I una carta el 12 de mayo de 1354 reprochándole el abandono de Blanca de Borbón y su matrimonio posterior con Juana de Castro. El pontífice consideraba frívolas las protestas de Pedro I contra Blanca de Borbón y que, para dar fundamento jurídico al repudio, habían sacado de ella confesiones mediante el uso de la fuerza y el miedo.
Juan Alfonso de Alburquerque murió, según López de Ayala, porque el rey sobornó a su médico para que le envenenase. Según el Sumario del despensero, de la primera mitad del siglo XV, su cadáver fue llevado en unas andas por un ejército de alzados de once mil hombres durante una batalla cerca de Tordesillas y que posteriormente este ejército se dirigió hacia Toro.
La Crónica de López de Ayala explica que en 1354 el rey decidió organizar las Vistas de Tejadillo, cerca de Toro, con cincuenta caballeros de cada bando. De parte de Pedro I habló Gutier Fernández de Toledo y el portavoz de los alzados fue Fernán Pérez de Ayala. Gutier mencionó que el rey castellano estaba dispuesto a dar oficios y mercedes a los rebeldes así como a tener como esposa a Blanca de Borbón. Se habló de crear una comisión con ocho miembros, cuatro de cada facción, pero esta no llegó a constituirse. Cuando María de Portugal vio que su hijo Pedro I ignoraba lo pactado en las Vistas de Tejadillo decidió acoger a los rebeldes en Toro y propiciar un encuentro con el rey. Juan Fernández de Hinestrosa recomendó al rey castellano reunirse con los rebeldes y se ofreció a acompañarlo. En Toro, Pedro I se encontró con los reproches de Leonor de Castilla. Pedro I, que preveía incluso su secuestro por parte de los rebeldes, decidió cambiar algunos oficios de la Casa del Rey.
Tras esto, Juan Alfonso de Alburquerque pudo recibir sepultura.
Juan de Mariana, en su Historia de España, cuenta también la historia de la rebelión nobiliaria y la reunión en Tejadillo.
Blanca de Borbón figura como reina en dos documentos oficiales de 1353, uno de ellos, del 12 de agosto, concediendo privilegios a la madre de María de Padilla. Diego Ortiz de Zúñiga dijo en sus Anales (1677) que había visto otros dos documentos firmados por Blanca de Borbón como reina fechados en 1354 y 1358.
En la Crónica de López de Ayala, Pedro I encargó a Juan Fernández de Hinestrosa, tío de María de Padilla, llevarse a Blanca de Borbón de Arévalo a Toledo, donde esta decidió encerrarse en la catedral. El 14 de agosto de 1354 Blanca fue llevada por sus partidarios al Alcázar.
Gutierre Díez de Games escribió en la primera mitad del siglo XV en el El Victorial que un distinguido privado del rey Pedro I, el judío Samuel ha Leví, le recomendó ignorar a los grandes hombres y hacer privados a otros que no fuesen hidalgos ni gentes de autoridad.
Juan Fernández de Hinestrosa, tío de María de Padilla, había accedido a la corte en 1353 ocupando los oficios de canciller del sello de la poridad, alcalde de hijosdalgo y camarero mayor del rey. En 1355 pasó a ser mayordomo mayor y jefe de la Casa del Rey. En mayo de 1355 se le encargó el traslado de Blanca de Borbón al Castillo de Sigüenza. En 1357 fue nombrado alcalde de Tarazona y en 1358 fue escogido como embajador para suscribir una serie de acuerdos con Portugal.
Pedro I apresó al maestre de la Orden de la Calatrava, Juan Núñez de Prado, y en una reunión en Almagro en 1354 nombró para este cargo a Diego García de Padilla, hermano de María de Padilla.
Pedro I encargó a su medio hermano Fadrique que le diese a Juan García de Villagera y Padilla, medio hermano de María de Padilla, el cargo de comendador mayor de Castilla. Juan García ocupó este cargo tras la renuncia forzada de Rodrigo Chacón en 1353.
Según la Crónica de las tres órdenes de caballerías de Santiago, Calatrava y Alcántara, escrita por Francisco de Rades y Andrada en 1572, Pedro I juntó a santiaguistas en Ocaña y acusó al maestre de la orden, su medio hermano Fadrique, de traición por haber entrado de malos modos en el Castillo de Segura y le privó del cargo para dárselo a Juan García de Villagera y Padilla.
Juan García de Villagera y Padilla fue considerado un "intruso" por los santiaguistas, entre otras cosas porque no podía ser maestre estando casado, y el papa Inocencio VI declaró ilegítimo el nombramiento. Según la Crónica de López de Ayala, Fadrique le encargó al comendador de Castilla, Gonzalo Mejía, que lo apresara y, el 27 de noviembre de 1355, Juan García se enfrentó entre Tarancón y Uclés con Gonzalo Mejía y con otra persona llamada Gómez Carillo muriendo en combate.
La Crónica de López de Ayala narra que en 1354 Pedro I dio el oficio del cuchillo, que tenía Suer Pérez de Quiñones, a Gonzalo González de Lucio, pariente de María de Padilla.
El papa Inocencio VI intentó que Pedro I volviese con Blanca de Borbón. Primero mandó al obispo de Senez, Beltrán. El 19 de enero de 1355, en la catedral de Toledo, Beltrán comunicó la excomulgó de Pedro I. Luego el papa mandó al cardenal Guillermo de La Jugie, que tampoco tuvo éxito. La Jugie comunicó la excomunión a Pedro I en la Iglesia de Santa María de Tudela por mantener el adulterio con María de Padilla y por incumplir una tregua con Aragón. El legado pontificio entre 1358 y 1361, el cardenal Guido de Boulogne, trató de la guerra entre Castilla y Aragón pero también se dedicó a intentar que Pedro I dejase a María de Padilla.
Pedro I tenía preso al obispo de Sigüenza y, en 1355, ordenó a González de Lucio custodiarlo en Aguilar de Campoo. En noviembre de ese año el papa Inocencio VI encargó al cardenal Guillén que intentase restablecer el matrimonio entre Pedro I de Castilla y Blanca de Borbón, así como mediar para apaciguar la guerra entre Castilla y Aragón. Este cardenal solicitó también la liberación del obispo de Sigüenza, que fue liberado por el rey castellano.
En 1356 Pedro I de Castilla entró en guerra contra Pedro IV de Aragón, conflicto conocido como la Guerra de los Dos Pedros. En 1357 el rey castellano tomó Tarazona, encomendándosela a González de Lucio. En 1359 Juan Fernández de Hinestrosa murió en una batalla junto al río Araviana en esta misma guerra.
En 1359 Blanca de Borbón fue trasladada a un castillo de Jerez de la Frontera (aunque una tradición gaditana dice que estuvo en el Castillo de Doña Blanca de El Puerto de Santa María) y, finalmente, murió en Medina Sidonia en 1361.
En la Crónica de López de Ayala se dice que Pedro I fue al Convento de Santa Clara de Sevilla y tuvo relaciones con Aldonza Fernández Coronel, que estaba casada con Alvar Pérez de Guzmán, el cual se encontraba en Aragón. Luego se llevó a Aldonza a la Torre del Oro custodiada por varios caballeros mientras María de Padilla se encontraba en el cercano Alcázar de Sevilla. El cronista cuenta que Aldonza llegó a tener miedo de la reacción de María de Padilla y sus parientes.
López de Ayala sigue contando que caballeros que guardaban a Aldonza en la Torre del Oro dispusieron al alguacil de Sevilla, Enrique Enríquez, contra Juan Fernández de Hinestrosa, que había regresado de Portugal de procurar una alianza contra Aragón. Juan Fernández fue apresado por orden del alguacil y Diego García de Padilla huyó asustado, siendo también detenido. Pedro I terminó por liberarlos a ambos.
López de Ayala también dice que, posteriormente, Pedro I se trasladó al Alcázar de Carmona y mandó llamar a Aldonza para que estuviera con él, luego de lo cual escribió cartas secretas a María de Padilla diciéndole que no se iba a preocupar más de Aldonza. Aldonza regresó al Convento de Santa Clara.
Diego Ortiz de Zúñiga narró en sus Anales (1677) que Pedro I quiso mantener relaciones con las hermanas Aldonza y María Fernández Coronel y que ambas se resistieron. María Fernández Coronel estaba casada con Juan de la Cerda, que se rebeló contra el rey y fue ejecutado, siendo su viuda desposeída de sus bienes. Según una leyenda sevillana, María Fernández Coronel se libró del acoso de Pedro I echándose aceite hirviendo a la cara. Merimée se hizo eco de esta leyenda en 1848.
En 1374 María Fernández Coronel fundaría el Convento de Santa Inés. Su hermana Aldonza la sucedería como abadesa tras su fallecimiento.
Juan de Mariana escribió que un legado papal que contempló la relación entre Pedro I y Aldonza terminó por excomulgar a Pedro I y poner a Castilla en entredicho y que el papa consideró que este legado se había excedido, mandándole llamar.

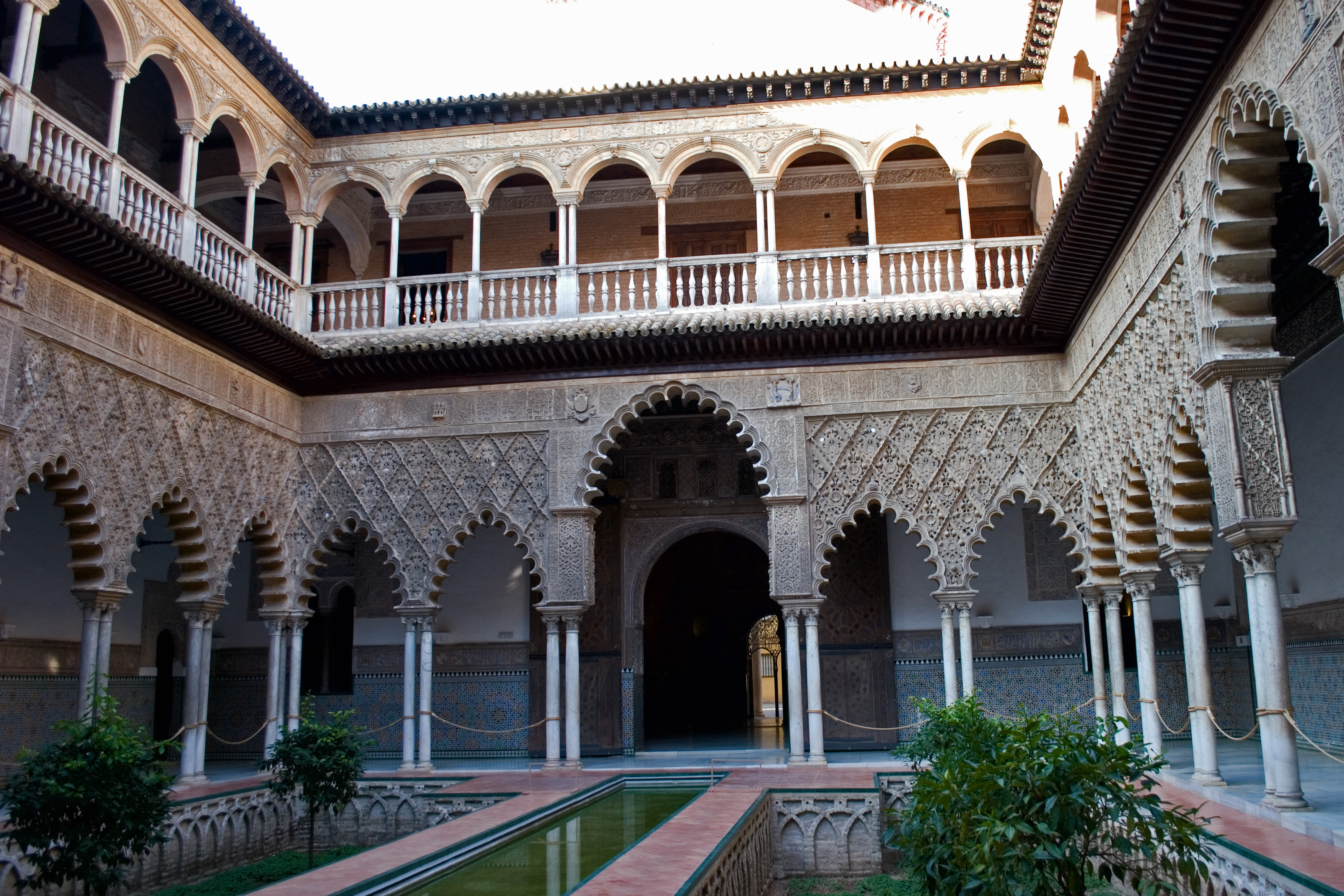
Patio de las Doncellas, Real Alcázar de Sevilla

Pedro López de Ayala, en su Crónica del rey don Pedro del siglo XIV, indicó que en 1362 tuvieron lugar unas Cortes en Sevilla donde Pedro I dijo ante los grandes señores del reino que se había casado con María de Padilla antes de casarse con Blanca de Borbón. Figuraron como testigos el hermano de María de Padilla, Diego García de Padilla, el tío de esta, Juan Fernández de Hinestrosa, así como Juan Alfonso de Mayorga, canciller del sello de la poridad y escribano del rey, y Juan Pérez de Orduña, abad de Santander y capellán mayor del monarca. Tras esto, el arzobispo de Toledo, Gómez Manrique dio un discurso dándole la razón al rey. El monarca dio a María de Padilla el título de reina, al hijo que tuvo con ella, Alfonso, lo nombró infante y a las tres hijas que tuvo con ella, Beatriz, Constanza e Isabel, las nombró infantas.
El historiador Esteban de Garibay escribió en 1571 que María de Padilla siempre intentó que Pedro I contase con el apoyo de las personas más importantes del reino y que no se excediera en el uso de la fuerza.

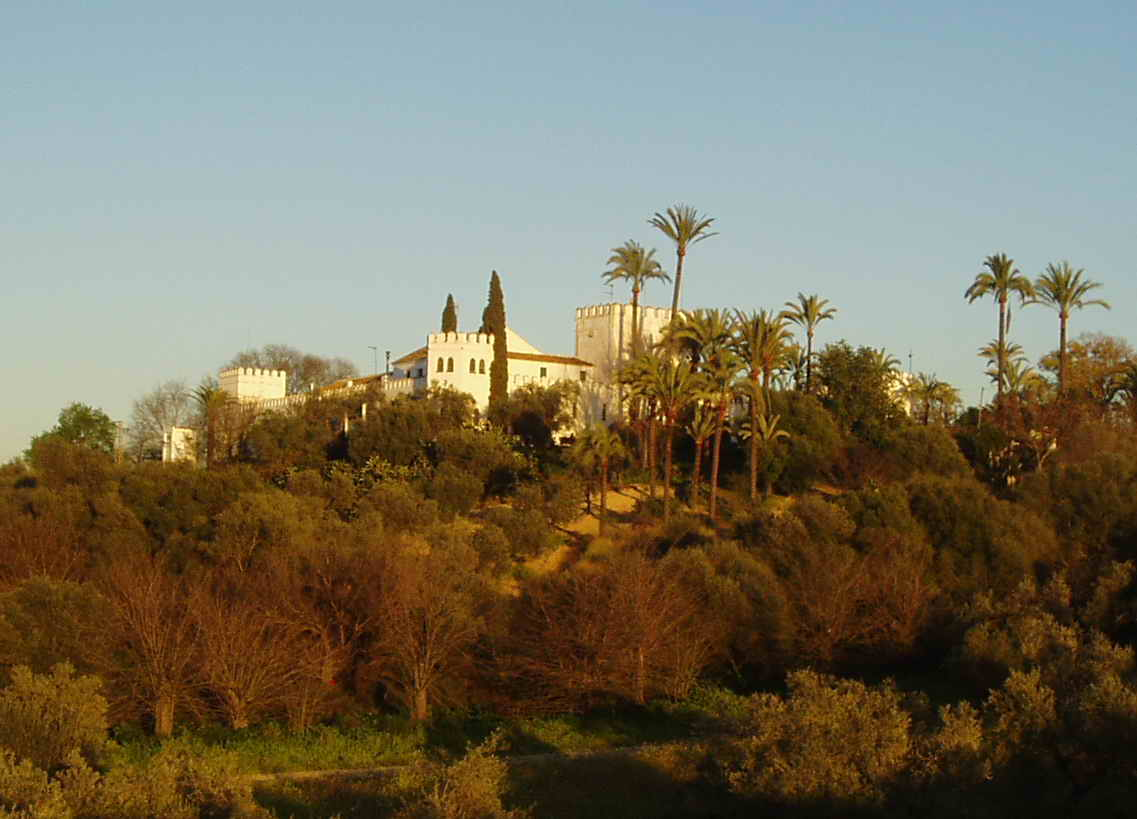
Hacienda Torre de Doña María

En Dos Hermanas existe la Hacienda Torre de Doña María. En el lugar se han encontrado restos romanos y fue posteriormente una alquería árabe propiedad de los antepasados de Ibn Jaldún. Según una tradición local, la hacienda fue construida por Pedro I para María de Padilla.

## Descendencia
Beatriz nació en Córdoba en 1353. Pedro I le entregó Capilla y Burguillos, arrebatados a Alfonso Fernández Coronel. En 1357 fue prometida en matrimonio con el príncipe Fernando de Portugal. En noviembre de 1362 Pedro I redactó un testamento nombrando heredera al trono de Castilla a Beatriz. Cuando Enrique de Trastámara logró avances militares frente a Pedro I de Castilla el rey Pedro I de Portugal se negó a ayudar al segundo y deshizo el compromiso matrimonial de Beatriz. Pedro I y sus hijas fueron a Bayona. No se sabe nada más de ella, pero algunos autores dicen que entró en el Convento de Santa Clara de Tordesillas, que ella había fundado en 1361.
Constanza nació en Castrojeriz en julio de 1354. Se casó con Juan de Gante, duque de Lancaster, hijo de Eduardo III de Inglaterra, en Roquefort en septiembre de 1371. En 1372 fue a Londres como reina de Castilla y nació su hija Catalina de Lancaster. En 1374 tuvo a su hijo Juan en Gante, que murió poco después.
Isabel nació en Tordesillas en 1355. En 1372 se casó en Wallingford con Edmundo de Langley, posteriormente duque de York, cuarto hijo del rey Eduardo III de Inglaterra, llegando a tener descendencia.
En 1381 Inglaterra mandó tropas a la península ibérica para que en Castilla reinasen Constanza o Fernando de Portugal frente a Enrique II de Castilla. En 1388 Catalina de Lancaster se casó con el príncipe de Asturias Enrique de Trastámara, para poner fin al conflicto.
Alfonso nació en Tordesillas en 1359. En 1360 fue nombrado por Pedro I señor de Valencia. En las Cortes de Sevilla de la primavera de 1362 Alfonso fue hecho heredero de Castilla, aunque murió el 11 de octubre del mismo año.

## Muerte y sepultura

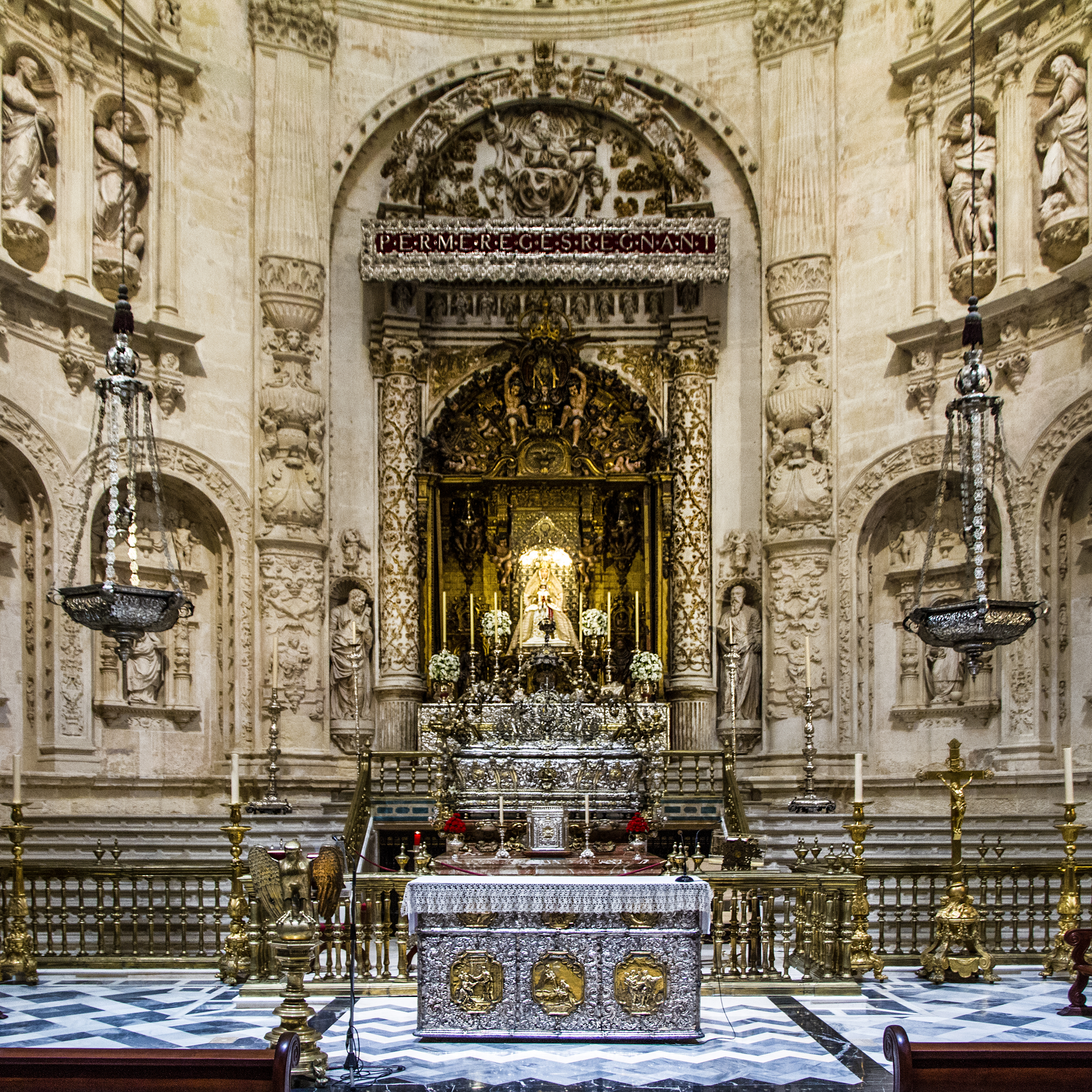
Capilla Real de la Catedral de Sevilla

María de Padilla murió en Sevilla en julio de 1361, con unos 25 años. Pedro López de Ayala, en su Crónica, dice que murió "de su dolencia" (sin especificar más) y que hubo muchos llantos en Castilla por ella.
Fue sepultada en el convento de Santa Clara en Astudillo, que la propia María de Padilla había fundado en 1354.
El 18 de noviembre de 1362 Pedro I hizo testamento en Sevilla encargando ser enterrado en esta ciudad, que los restos de María de Padilla, a la que califica como reina y esposa suya, fuesen enterrados a su derecha y que los del infante Alfonso, el hijo que tuvo con ella, se enterrasen a su izquierda. Los tres están enterrados en la cripta de la Capilla Real de la Catedral de Sevilla.
En 1579, con motivo de la reacomodación de los restos reales en la nueva Capilla Real de la Catedral de Sevilla, fueron reconocidos los restos de la reina María de Padilla. En la actualidad sus restos reposan en un sarcófago de madera forrado de terciopelo rojo.

## Fundación del Convento de Santa Clara y construcción de un palacio en Astudillo
El 23 de noviembre de 1353 los canónigos de Palencia concedieron licencia a María de Padilla para fundar el Convento de Santa Clara de Astudillo. La bula papal para la fundación es del 5 de abril de 1354. Consta que el convento estaba habitado y sus obras muy avanzadas en marzo de 1356, siendo su abadesa Juana Fernández de Hinestrosa, tía de María de Padilla. Por entonces debió iniciarse la construcción de un palacio anejo. Se cree que el palacio fue una ampliación de la casa de María de Padilla en este lugar, que se encontraba alrededor del actualmente conocido como Patio Castellano. El palacio seguía en uso en 1430, cuando Juan II de Castilla se alojó en él.
El 5 de abril de 1354 el papa emitió otra bula en la que autorizaba a María de Padilla a entrar en los monasterios de clarisas de Castilla para informarse de las normas de esta orden religiosa, siempre que lo hiciera autorizada por las superioras, que fuese acompañada y que no pernoctase en ellos.
Pedro I concedió privilegios al convento de clarisas de Astudillo en 1356 y 1357.

## María de Padilla y su familia en la documentación medieval
No existe un conocimiento claro de la vida de María de Padilla, puesto que apenas aparece reflejada en las crónicas de la época, ya que por lo general se mantuvo al margen de la actividad política. Sin embargo, ella y su parentela aparecen en varias ocasiones en la documentación del Real Monasterio de Santa Clara de Astudillo:
- 7 de septiembre de 1325: Carta otorgada por doña Estefanía, por Johan Fernández de Henestrosa, por Juan García de Padilla, y por Mari González garantizando a Sancha Gutiérrez y Juana Fernández, hijas de dicha Estefanía, una renta anual de 40 cargas de pan del heredamiento de Alba de Vertavillo y de Alcubilla.
- 17 de febrero de 1335: Sentencia arbitral dada por los jueces árbitros en la contienda mantenida entre Juan García de Padilla y su mujer Mari González (de Henestrosa) y Juan Fernández (de Henestrosa) sobre el reparto de su madre doña Estefanía (heredades en Pedrosa, Villamán y Vallegera; una casa fuerte en Hinestrosa; casas en Castro, propiedades en Palacios, Arnillas, y Santa Olalla, heredad en Vallegera, casas en la puerta del monte de Henestrosa y lorigas y un vaso de plata).
- 11 de febrero de 1336: Carta de reparto de los bienes que dejaron en Henestrosa Fernán Gutiérrez y doña Estefanía entre sus hijos, María González y Juan Fernández de Henestrosa.
- 4 de enero de 1339: Carta de renuncia que hacen doña Sancha Gutiérrez, abadesa de Santa Clara de Reinoso y Juana Fernández, religiosa del mismo, de todos los bienes que pudieran corresponderles de sus padres Fernán Gutiérrez y doña Estefanía, a excepción de los que tenían en Alba de Vertavillo y Alcubilla, a favor de sus hermanos Juan Fernández de Henestrosa y Mari González, mujer de Juan García de Padilla.
- 18 de febrero de 1347: Escritura de compraventa por la que Juan García de Vallegera (medio hermano de María de Padilla) vende a su padre, Juan García de Padilla y a Mari González, todas las viñas en Cordovilla que habían sido de Juan Fernández de Villandrado.
- 18 de abril de 1351: Carta de agradecimiento suscrita por Diego García y Mari Díaz (María de Padilla) y dirigida a su madre, Mari González, por el reparto hecho de los bienes de Juan García de Padilla, su padre, comprometiéndose ambos a no promover contienda alguna si la dicha Mari González pagaba el testamento y las posibles deudas y demandas del difunto Juan García.
- 18 de abril de 1351: De esta fecha son cuatro documentos. Se habla del reparto de los bienes del difunto Juan García de Padilla.[100] Mari González, su viuda, recibe una tierra y un majuelo en Cordovilla, dos tierras y una viña en Matanza, la villa de Arcelosa, toda la heredad en Quintana y la huerta de Villamediana. Diego García y Mari Díaz, sus hijos, reciben todo lo de Cordovilla, salvo la casa fuerte y las arras de Mari González; todo lo de Matanza de Villanueva, San Cebrián de Villamediana, salvo la casa fuerte, todo lo de Revilla, Villodrigo, Villaverde, Villanueva del Camino, Villadermiro, San Miguel de Páramo, etc. salvo lo que fue de Fernán Gutiérrez de Henestrosa y todo lo de Santa María del Campo. No entraba en este reparto una era y media huerta de Vallegera y los Palacios de Olma. En uno de estos documentos Diego García y María de Padilla firman una escritura de cesión a favor de su madre de la parte que les había correspondido en la casa fuerte de Villagera para que viviera en ella y después de su muerte retornara toda entera a ellos.
- 12 de agosto de 1353: Privilegio rodado del rey Pedro I de Castilla por el que concede a Mari González, madre de María de Padilla, por juro de heredad, todos los pechos, monedas foreras, y pedidos que los vecinos de Vallegera y de Quintana de Balvás, vasallos de la dicha Mari González habían de dar al rey.[101]
- 5 de abril de 1354: Dos bulas del Papa concediendo licencia a María de Padilla para edificar el Monasterio de Santa Clara de Astudillo, con iglesia, cementerio, y con todo lo necesario para su funcionamiento, y otro para que pudiera entrar libremente una vez al año con 3 o 4 matronas honestas en los monasterios de dicha orden en los dominios del rey Pedro.
- 19 de noviembre de 1354: Diego García (de Padilla), maestre de la Orden de Calatrava, vende a su hermana María de Padilla diversos bienes que pertenecieron a Garcilaso en Astudillo y la heredad que poseía por herencia en Cordovilla, Villamediana, y Vallegera, por 60 000 maravedíes.[102]
- 6 de abril de 1355: Juan Fernández de Henestrosa vende a su sobrina María de Padilla la villa de Cubillas de Cerrato.
- 5 de mayo de 1355: Privilegio de Pedro I haciendo donación de los derechos reales y jurisdicción de la villa de Cubillas de Cerrato a doña María de Padilla que esta había comprado a Juan Fernández de Henestrosa y otros bienes en Astudillo, heredados unos de su padre otros comprados a Mencía López.
- 10 de junio de 1355: Escritura de donación hecha por María de Padilla al monasterio del lugar de Cubillas de Cerrato que había comprado a su tío Juan Fernández de Henestrosa y de otros bienes que poseía en Astudillo, heredados unos de su padre y comprados otros a Mencía López.
- 21 de septiembre de 1356: Escritura de compraventa por la que los herederos de Fernán Pérez de la Torre, para saldar sus deudas, venden en pública subasta a Mari González la parte que les correspondió de un solar de palacio en la collación de San Pedro de Astudillo.

En el Convento de Santa Inés de Sevilla hay otro documento:
- Mayo de 1357. Carta de merced dada en Tarazona por la cual María de Padilla devuelve a María Fernández Coronel el lugar de El Puerto de Santa María que había sido de Juan de la Cerda y que le había sido regalado a ella.[103]

## Ancestros
| \| \| \| \| \| \| \| \| \| \| \| \| \| \| \| \| \| \| \| \| 16. Pero López de Padilla \| \| \| \| \| \| \| \| \| \| \| \| \| \| \| \| \| \| \| \| \| \| \| \| \| \| \| \| \| \| \| \| \| \| \| \| \| \| \| \| \| \| \| \| \| \| \| \| \| \| \| \| \| \| 8. Lope García de Padilla \| \| \| \| \| \| \| \| \| \| \| \| \| \| \| \| \| \| \| \| \| \| \| \| \| \| \| \| \| \| \| \| \| \| \| \| \| \| \| \| \| \| \| \| \| \| \| \| \| \| \| \| \| \| 17. Clari Pérez Sarmiento \| \| \| \| \| \| \| \| \| \| \| \| \| \| \| \| \| \| \| \| \| \| \| \| \| \| \| \| \| \| \| \| \| \| \| \| \| \| \| \| \| \| \| \| \| \| \| \| \| \| \| \| \| \| 4. Alfonso García de Padilla \| \| \| \| \| \| \| \| \| \| \| \| \| \| \| \| \| \| \| \| \| \| \| \| \| \| \| \| \| \| \| \| \| \| \| \| \| \| \| \| \| \| \| \| \| \| \| \| \| \| \| \| \| \| 18. \| \| \| \| \| \| \| \| \| \| \| \| \| \| \| \| \| \| \| \| \| \| \| \| \| \| \| \| \| \| \| \| \| \| \| \| \| \| \| \| \| \| \| \| \| \| \| \| \| \| \| \| \| \| 9. Aldonza Ponce de León \| \| \| \| \| \| \| \| \| \| \| \| \| \| \| \| \| \| \| \| \| \| \| \| \| \| \| \| \| \| \| \| \| \| \| \| \| \| \| \| \| \| \| \| \| \| \| \| \| \| \| \| \| \| 19. \| \| \| \| \| \| \| \| \| \| \| \| \| \| \| \| \| \| \| \| \| \| \| \| \| \| \| \| \| \| \| \| \| \| \| \| \| \| \| \| \| \| \| \| \| \| \| \| \| \| \| \| \| \| 2. Juan García de Padilla, I señor de Villágera \| \| \| \| \| \| \| \| \| \| \| \| \| \| \| \| \| \| \| \| \| \| \| \| \| \| \| \| \| \| \| \| \| \| \| \| \| \| \| \| \| \| \| \| \| \| \| \| \| \| \| \| \| \| 20. \| \| \| \| \| \| \| \| \| \| \| \| \| \| \| \| \| \| \| \| \| \| \| \| \| \| \| \| \| \| \| \| \| \| \| \| \| \| \| \| \| \| \| \| \| \| \| \| \| \| \| \| \| \| 10. Gonzalo Martínez de Leiva señor de Coruña del Conde \| \| \| \| \| \| \| \| \| \| \| \| \| \| \| \| \| \| \| \| \| \| \| \| \| \| \| \| \| \| \| \| \| \| \| \| \| \| \| \| \| \| \| \| \| \| \| \| \| \| \| \| \| \| 21. \| \| \| \| \| \| \| \| \| \| \| \| \| \| \| \| \| \| \| \| \| \| \| \| \| \| \| \| \| \| \| \| \| \| \| \| \| \| \| \| \| \| \| \| \| \| \| \| \| \| \| \| \| \| 5. Leonor González de Vera señor de Coruña del Conde \| \| \| \| \| \| \| \| \| \| \| \| \| \| \| \| \| \| \| \| \| \| \| \| \| \| \| \| \| \| \| \| \| \| \| \| \| \| \| \| \| \| \| \| \| \| \| \| \| \| \| \| \| \| 22. \| \| \| \| \| \| \| \| \| \| \| \| \| \| \| \| \| \| \| \| \| \| \| \| \| \| \| \| \| \| \| \| \| \| \| \| \| \| \| \| \| \| \| \| \| \| \| \| \| \| \| \| \| \| 11. Inés de Estenca \| \| \| \| \| \| \| \| \| \| \| \| \| \| \| \| \| \| \| \| \| \| \| \| \| \| \| \| \| \| \| \| \| \| \| \| \| \| \| \| \| \| \| \| \| \| \| \| \| \| \| \| \| \| 23. \| \| \| \| \| \| \| \| \| \| \| \| \| \| \| \| \| \| \| \| \| \| \| \| \| \| \| \| \| \| \| \| \| \| \| \| \| \| \| \| \| \| \| \| \| \| \| \| \| \| \| \| \| \| 1. María de Padilla \| \| \| \| \| \| \| \| \| \| \| \| \| \| \| \| \| \| \| \| \| \| \| \| \| \| \| \| \| \| \| \| \| \| \| \| \| \| \| \| \| \| \| \| \| \| \| \| \| \| \| \| \| \| 24. Pedro Ruiz de Henestrosa VI Señor de Henestrosa \| \| \| \| \| \| \| \| \| \| \| \| \| \| \| \| \| \| \| \| \| \| \| \| \| \| \| \| \| \| \| \| \| \| \| \| \| \| \| \| \| \| \| \| \| \| \| \| \| \| \| \| \| \| 12. \| \| \| \| \| \| \| \| \| \| \| \| \| \| \| \| \| \| \| \| \| \| \| \| \| \| \| \| \| \| \| \| \| \| \| \| \| \| \| \| \| \| \| \| \| \| \| \| \| \| \| \| \| \| 25. Maria de Stuñiga \| \| \| \| \| \| \| \| \| \| \| \| \| \| \| \| \| \| \| \| \| \| \| \| \| \| \| \| \| \| \| \| \| \| \| \| \| \| \| \| \| \| \| \| \| \| \| \| \| \| \| \| \| \| 6. Fernán Gutiérrez de Henestrosa \| \| \| \| \| \| \| \| \| \| \| \| \| \| \| \| \| \| \| \| \| \| \| \| \| \| \| \| \| \| \| \| \| \| \| \| \| \| \| \| \| \| \| \| \| \| \| \| \| \| \| \| \| \| 26. Gonzalo Díaz de Ceballos \| \| \| \| \| \| \| \| \| \| \| \| \| \| \| \| \| \| \| \| \| \| \| \| \| \| \| \| \| \| \| \| \| \| \| \| \| \| \| \| \| \| \| \| \| \| \| \| \| \| \| \| \| \| 13. \| \| \| \| \| \| \| \| \| \| \| \| \| \| \| \| \| \| \| \| \| \| \| \| \| \| \| \| \| \| \| \| \| \| \| \| \| \| \| \| \| \| \| \| \| \| \| \| \| \| \| \| \| \| 27. Antolina Hoz \| \| \| \| \| \| \| \| \| \| \| \| \| \| \| \| \| \| \| \| \| \| \| \| \| \| \| \| \| \| \| \| \| \| \| \| \| \| \| \| \| \| \| \| \| \| \| \| \| \| \| \| \| \| 3. María González de Henestrosa \| \| \| \| \| \| \| \| \| \| \| \| \| \| \| \| \| \| \| \| \| \| \| \| \| \| \| \| \| \| \| \| \| \| \| \| \| \| \| \| \| \| \| \| \| \| \| \| \| \| \| \| \| \| 28. \| \| \| \| \| \| \| \| \| \| \| \| \| \| \| \| \| \| \| \| \| \| \| \| \| \| \| \| \| \| \| \| \| \| \| \| \| \| \| \| \| \| \| \| \| \| \| \| \| \| \| \| \| \| 14. \| \| \| \| \| \| \| \| \| \| \| \| \| \| \| \| \| \| \| \| \| \| \| \| \| \| \| \| \| \| \| \| \| \| \| \| \| \| \| \| \| \| \| \| \| \| \| \| \| \| \| \| \| \| 29. \| \| \| \| \| \| \| \| \| \| \| \| \| \| \| \| \| \| \| \| \| \| \| \| \| \| \| \| \| \| \| \| \| \| \| \| \| \| \| \| \| \| \| \| \| \| \| \| \| \| \| \| \| \| 7. Estefanía \| \| \| \| \| \| \| \| \| \| \| \| \| \| \| \| \| \| \| \| \| \| \| \| \| \| \| \| \| \| \| \| \| \| \| \| \| \| \| \| \| \| \| \| \| \| \| \| \| \| \| \| \| \| 30. \| \| \| \| \| \| \| \| \| \| \| \| \| \| \| \| \| \| \| \| \| \| \| \| \| \| \| \| \| \| \| \| \| \| \| \| \| \| \| \| \| \| \| \| \| \| \| \| \| \| \| \| \| \| 15. \| \| \| \| \| \| \| \| \| \| \| \| \| \| \| \| \| \| \| \| \| \| \| \| \| \| \| \| \| \| \| \| \| \| \| \| \| \| \| \| \| \| \| \| \| \| \| \| \| \| \| \| \| \| 31. \| \| \| \| \| \| \| \| \| \| \| \| \| \| \| \| \| \| \| \| \| \| \| \| \| \| \| \| \| \| \| \| \| \| \| \| \| \| \| \| \| \| \| \| \| \| \| \| \| \| \| \| |                                                         |  |  |  |  |  |  |  |  |  |  |  |  |  |  |  |
| |                                                         |  |  |  |  |  |  |  |  |  |  |  |  |  |  |  |
| | 16. Pero López de Padilla                               |  |  |  |  |  |  |  |  |  |  |  |  |  |  |  |
| |                                                         |  |  |  |  |  |  |  |  |  |  |  |  |  |  |  |
| |                                                         |  |  |  |  |  |  |  |  |  |  |  |  |  |  |  |
| | 8. Lope García de Padilla                               |  |  |  |  |  |  |  |  |  |  |  |  |  |  |  |
| |                                                         |  |  |  |  |  |  |  |  |  |  |  |  |  |  |  |
| |                                                         |  |  |  |  |  |  |  |  |  |  |  |  |  |  |  |
| | 17. Clari Pérez Sarmiento                               |  |  |  |  |  |  |  |  |  |  |  |  |  |  |  |
| |                                                         |  |  |  |  |  |  |  |  |  |  |  |  |  |  |  |
| |                                                         |  |  |  |  |  |  |  |  |  |  |  |  |  |  |  |
| | 4. Alfonso García de Padilla                            |  |  |  |  |  |  |  |  |  |  |  |  |  |  |  |
| |                                                         |  |  |  |  |  |  |  |  |  |  |  |  |  |  |  |
| |                                                         |  |  |  |  |  |  |  |  |  |  |  |  |  |  |  |
| | 18.                                                     |  |  |  |  |  |  |  |  |  |  |  |  |  |  |  |
| |                                                         |  |  |  |  |  |  |  |  |  |  |  |  |  |  |  |
| |                                                         |  |  |  |  |  |  |  |  |  |  |  |  |  |  |  |
| | 9. Aldonza Ponce de León                                |  |  |  |  |  |  |  |  |  |  |  |  |  |  |  |
| |                                                         |  |  |  |  |  |  |  |  |  |  |  |  |  |  |  |
| |                                                         |  |  |  |  |  |  |  |  |  |  |  |  |  |  |  |
| | 19.                                                     |  |  |  |  |  |  |  |  |  |  |  |  |  |  |  |
| |                                                         |  |  |  |  |  |  |  |  |  |  |  |  |  |  |  |
| |                                                         |  |  |  |  |  |  |  |  |  |  |  |  |  |  |  |
| | 2. Juan García de Padilla, I señor de Villágera         |  |  |  |  |  |  |  |  |  |  |  |  |  |  |  |
| |                                                         |  |  |  |  |  |  |  |  |  |  |  |  |  |  |  |
| |                                                         |  |  |  |  |  |  |  |  |  |  |  |  |  |  |  |
| | 20.                                                     |  |  |  |  |  |  |  |  |  |  |  |  |  |  |  |
| |                                                         |  |  |  |  |  |  |  |  |  |  |  |  |  |  |  |
| |                                                         |  |  |  |  |  |  |  |  |  |  |  |  |  |  |  |
| | 10. Gonzalo Martínez de Leiva señor de Coruña del Conde |  |  |  |  |  |  |  |  |  |  |  |  |  |  |  |
| |                                                         |  |  |  |  |  |  |  |  |  |  |  |  |  |  |  |
| |                                                         |  |  |  |  |  |  |  |  |  |  |  |  |  |  |  |
| | 21.                                                     |  |  |  |  |  |  |  |  |  |  |  |  |  |  |  |
| |                                                         |  |  |  |  |  |  |  |  |  |  |  |  |  |  |  |
| |                                                         |  |  |  |  |  |  |  |  |  |  |  |  |  |  |  |
| | 5. Leonor González de Vera señor de Coruña del Conde    |  |  |  |  |  |  |  |  |  |  |  |  |  |  |  |
| |                                                         |  |  |  |  |  |  |  |  |  |  |  |  |  |  |  |
| |                                                         |  |  |  |  |  |  |  |  |  |  |  |  |  |  |  |
| | 22.                                                     |  |  |  |  |  |  |  |  |  |  |  |  |  |  |  |
| |                                                         |  |  |  |  |  |  |  |  |  |  |  |  |  |  |  |
| |                                                         |  |  |  |  |  |  |  |  |  |  |  |  |  |  |  |
| | 11. Inés de Estenca                                     |  |  |  |  |  |  |  |  |  |  |  |  |  |  |  |
| |                                                         |  |  |  |  |  |  |  |  |  |  |  |  |  |  |  |
| |                                                         |  |  |  |  |  |  |  |  |  |  |  |  |  |  |  |
| | 23.                                                     |  |  |  |  |  |  |  |  |  |  |  |  |  |  |  |
| |                                                         |  |  |  |  |  |  |  |  |  |  |  |  |  |  |  |
| |                                                         |  |  |  |  |  |  |  |  |  |  |  |  |  |  |  |
| | 1. María de Padilla                                     |  |  |  |  |  |  |  |  |  |  |  |  |  |  |  |
| |                                                         |  |  |  |  |  |  |  |  |  |  |  |  |  |  |  |
| |                                                         |  |  |  |  |  |  |  |  |  |  |  |  |  |  |  |
| | 24. Pedro Ruiz de Henestrosa VI Señor de Henestrosa     |  |  |  |  |  |  |  |  |  |  |  |  |  |  |  |
| |                                                         |  |  |  |  |  |  |  |  |  |  |  |  |  |  |  |
| |                                                         |  |  |  |  |  |  |  |  |  |  |  |  |  |  |  |
| | 12.                                                     |  |  |  |  |  |  |  |  |  |  |  |  |  |  |  |
| |                                                         |  |  |  |  |  |  |  |  |  |  |  |  |  |  |  |
| |                                                         |  |  |  |  |  |  |  |  |  |  |  |  |  |  |  |
| | 25. Maria de Stuñiga                                    |  |  |  |  |  |  |  |  |  |  |  |  |  |  |  |
| |                                                         |  |  |  |  |  |  |  |  |  |  |  |  |  |  |  |
| |                                                         |  |  |  |  |  |  |  |  |  |  |  |  |  |  |  |
| | 6. Fernán Gutiérrez de Henestrosa                       |  |  |  |  |  |  |  |  |  |  |  |  |  |  |  |
| |                                                         |  |  |  |  |  |  |  |  |  |  |  |  |  |  |  |
| |                                                         |  |  |  |  |  |  |  |  |  |  |  |  |  |  |  |
| | 26. Gonzalo Díaz de Ceballos                            |  |  |  |  |  |  |  |  |  |  |  |  |  |  |  |
| |                                                         |  |  |  |  |  |  |  |  |  |  |  |  |  |  |  |
| |                                                         |  |  |  |  |  |  |  |  |  |  |  |  |  |  |  |
| | 13.                                                     |  |  |  |  |  |  |  |  |  |  |  |  |  |  |  |
| |                                                         |  |  |  |  |  |  |  |  |  |  |  |  |  |  |  |
| |                                                         |  |  |  |  |  |  |  |  |  |  |  |  |  |  |  |
| | 27. Antolina Hoz                                        |  |  |  |  |  |  |  |  |  |  |  |  |  |  |  |
| |                                                         |  |  |  |  |  |  |  |  |  |  |  |  |  |  |  |
| |                                                         |  |  |  |  |  |  |  |  |  |  |  |  |  |  |  |
| | 3. María González de Henestrosa                         |  |  |  |  |  |  |  |  |  |  |  |  |  |  |  |
| |                                                         |  |  |  |  |  |  |  |  |  |  |  |  |  |  |  |
| |                                                         |  |  |  |  |  |  |  |  |  |  |  |  |  |  |  |
| | 28.                                                     |  |  |  |  |  |  |  |  |  |  |  |  |  |  |  |
| |                                                         |  |  |  |  |  |  |  |  |  |  |  |  |  |  |  |
| |                                                         |  |  |  |  |  |  |  |  |  |  |  |  |  |  |  |
| | 14.                                                     |  |  |  |  |  |  |  |  |  |  |  |  |  |  |  |
| |                                                         |  |  |  |  |  |  |  |  |  |  |  |  |  |  |  |
| |                                                         |  |  |  |  |  |  |  |  |  |  |  |  |  |  |  |
| | 29.                                                     |  |  |  |  |  |  |  |  |  |  |  |  |  |  |  |
| |                                                         |  |  |  |  |  |  |  |  |  |  |  |  |  |  |  |
| |                                                         |  |  |  |  |  |  |  |  |  |  |  |  |  |  |  |
| | 7. Estefanía                                            |  |  |  |  |  |  |  |  |  |  |  |  |  |  |  |
| |                                                         |  |  |  |  |  |  |  |  |  |  |  |  |  |  |  |
| |                                                         |  |  |  |  |  |  |  |  |  |  |  |  |  |  |  |
| | 30.                                                     |  |  |  |  |  |  |  |  |  |  |  |  |  |  |  |
| |                                                         |  |  |  |  |  |  |  |  |  |  |  |  |  |  |  |
| |                                                         |  |  |  |  |  |  |  |  |  |  |  |  |  |  |  |
| | 15.                                                     |  |  |  |  |  |  |  |  |  |  |  |  |  |  |  |
| |                                                         |  |  |  |  |  |  |  |  |  |  |  |  |  |  |  |
| |                                                         |  |  |  |  |  |  |  |  |  |  |  |  |  |  |  |
| | 31.                                                     |  |  |  |  |  |  |  |  |  |  |  |  |  |  |  |
| |                                                         |  |  |  |  |  |  |  |  |  |  |  |  |  |  |  |
| |                                                         |  |  |  |  |  |  |  |  |  |  |  |  |  |  |  |